# Das Ich
Das Ich ist ein deutschsprachiges, elektronisch-sinfonisches Musikprojekt, das besonders in der Schwarzen Szene rezipiert wird. Es gehörte in den frühen 1990er Jahren zu den Hauptvertretern der Neuen Deutschen Todeskunst, entwickelte sich dann jedoch musikalisch in andere Richtungen weiter.

## Geschichte

### Frühe Jahre
Bereits 1984 startete Bruno Kramm seine musikalischen Aktivitäten unter dem Projektnamen Decorated Style. 1986 rief er die Formation Fahrenheit 451 ins Leben. Mit diesem Projekt nahm der für Das Ich bekannte Sound allmählich Gestalt an. Aus Fahrenheit 451 ging später wiederum das Projekt Alva Novalis hervor, dessen Titel bislang nur auf einzelnen Compilations veröffentlicht wurden. 1986 war auch das Jahr, in dem sich Bruno Kramm und Stefan Ackermann in der Bayreuther Diskothek „Crazy Elephant“ kennenlernten. Sie gründeten 1987 das Projekt Dying Moments mit den weiteren wechselnden Mitstreitern Stefan Pickl und Peter Meier, das sich musikalisch zwischen Wave- und elektronischer Punk-Musik einordnen ließ. Die Texte wurden in deutscher, englischer, französischer oder lateinischer Sprache vorgetragen. In dieser Zeit entstanden zwei Musikkassetten, die jedoch nur in geringer Auflage erschienen sind.
Das Ich wurde offiziell 1989 in der Besetzung Bruno Kramm (Musik & Backvocals) und Stefan Ackermann (Texte & Vocals) in Bayreuth gegründet und zählte Anfang der 1990er Jahre zu den wichtigsten Vertretern der Neuen Deutschen Todeskunst. Einzelne Titel, wie „Lügen und Das Ich“, „Sodom und Gomorrha“ oder „Gottes Tod“, sind in ihren Roh-Versionen allerdings schon 1988 entstanden. Als Plattenfirma dient das Bruno-Kramm-eigene Label Danse Macabre.

### Erste Veröffentlichungen
1991 erschien „Die Propheten“ als erstes Album, nachdem einige Tracks vorab auf der EP "Satanische Verse" veröffentlicht wurden. "Die Propheten" enthält noch viele Stücke im synthetischen Neoklassik-Stil und die Titel "Gottes Tod" und "Kain und Abel", die in der Schwarzen Szene zu den Everblacks (analog zu "Evergreen") zählen.
Bis zur Veröffentlichung des zweiten Albums "Staub" 1994 vergingen drei Jahre. Dies erklärt sich durch die Biographie von Bruno Kramm; das erste Danse Macabre Label brach auseinander und Kramm musste durch ständige Auftragsarbeit erst die Restschulden des Unternehmens abarbeiten. "Staub" gilt unter vielen Fans als das nihilistischste und schwärzeste Werk der Gruppe. Musikalisch war die Verknüpfung von Klassik und Elektronik hier in der Form ausgeprägt, wie sie bis heute als typisch für Das Ich gilt.
"Feuer" (1995) ist das einzige Live-Album der Gruppe. "Das Innere Ich" (1996) war der Soundtrack des experimentellen Films "Das Innere Licht" und enthält außer "Bin ich es denn" keine gesungenen rhythmischen Tracks. Die Erstauflagen all dieser Werke sind heute durch den Konkurs des Plattenvertriebs EFA nur schwer erhältlich.
Egodram (1998) wurde über das Major-Label Motor Music veröffentlicht, was bei einigen Anhängern auf herbe Kritik stieß. Destillat ist das bekannteste Lied von Das Ich und beendet normalerweise die Liveauftritte. Hierfür wurde auch zum ersten Mal ein Videoclip produziert. Es wurde auch von VNV Nation geremixt. Da das Album kommerziell hinter den hohen Erwartungen von Motor zurückblieb, wurde die Zusammenarbeit nach dieser Veröffentlichung wieder beendet. Das im gleichen Jahr erschienene Morgue ist eine Vertonung des gleichnamigen Gedichtbands von Gottfried Benn, der von Das Ich schon mehrmals in einzelnen Tracks zitiert wurde.

### Aktuell

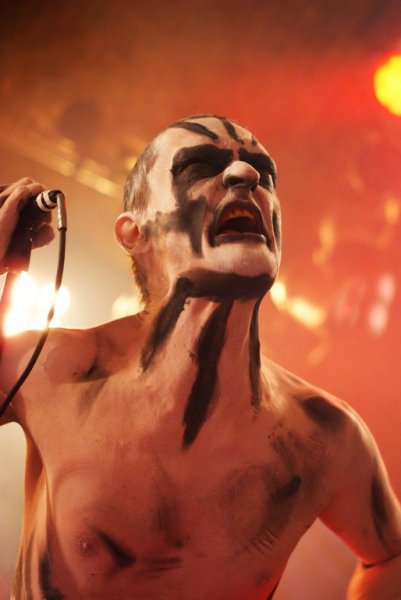
Ackermann Live 2011

Im Jahr 2011 erkrankte der Sänger Stefan Ackermann so schwer, dass das Eröffnungskonzert auf dem Leipziger Wave-Gotik-Treffen und der Auftritt beim Amphi Festival ohne ihn stattfinden mussten. Die Band wurde bei ihren Auftritten von befreundeten Künstlern unterstützt. Anfang 2012 kam die Nachricht, dass es Stefan Ackermann wieder besser gehe und er die Hirnblutungen so weit gut überstanden habe. Nach Genesung von Ackermann gab die Band im Rahmen des Wave-Gotik-Treffen im Mai 2013 ihr Comeback bekannt.

## Texte

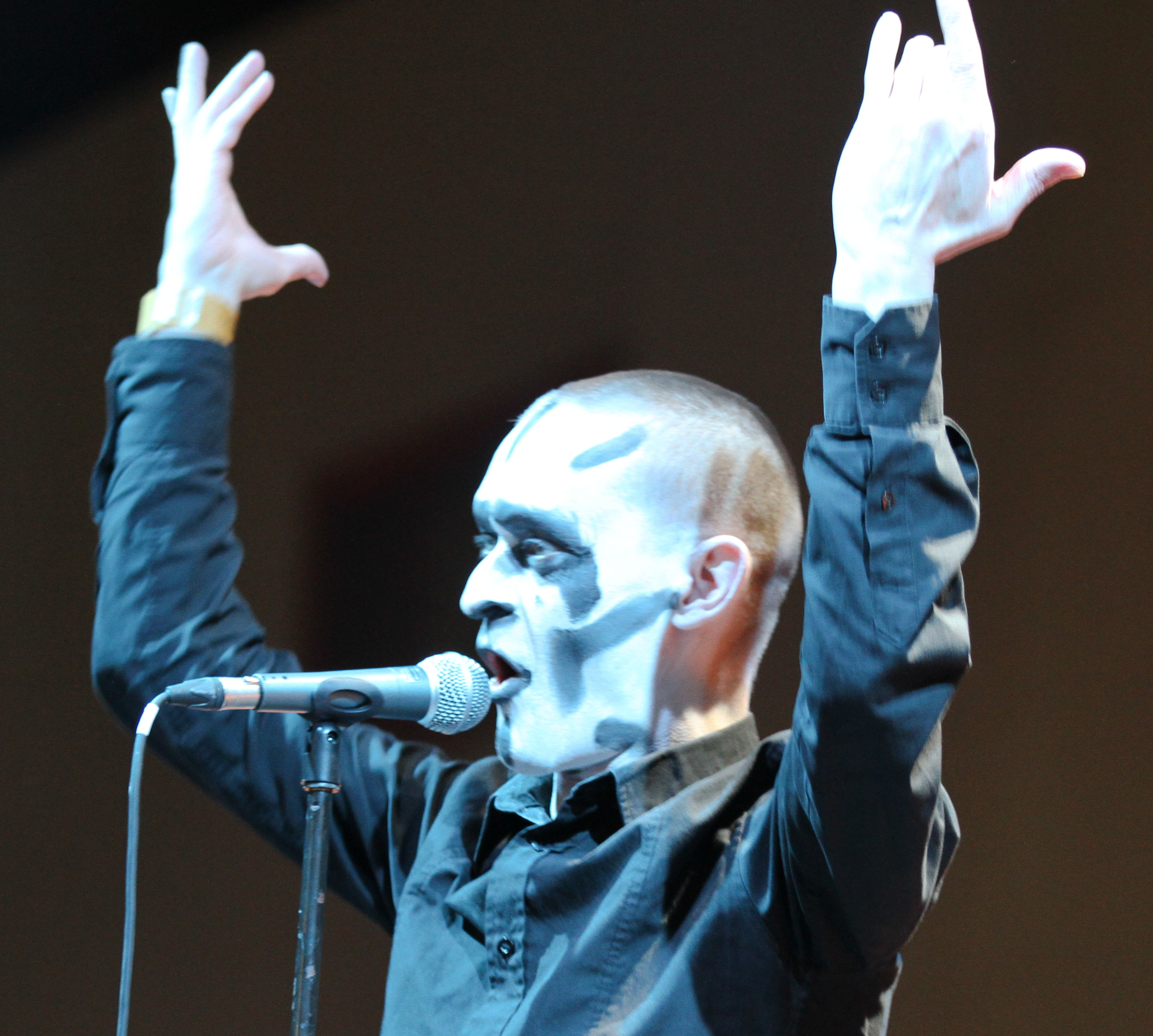
Stefan Ackermann auf dem Wave-Gotik-Treffen 2013

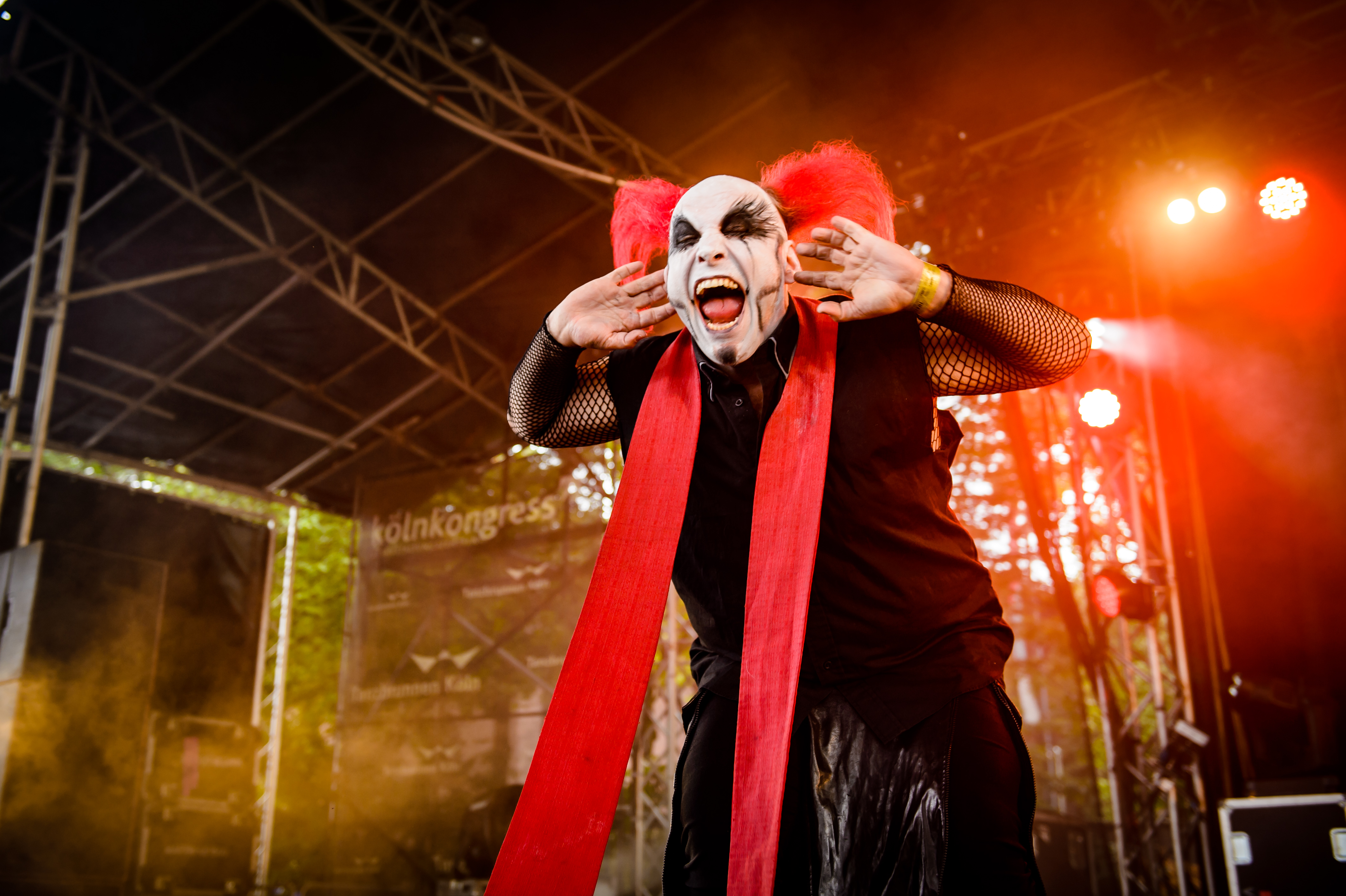
Bruno Kramm auf dem Amphi Festival 2017

Das Ich verfassen ihre Liedtexte durchgehend in deutscher Sprache. Einzige Ausnahme ist die englische Übersetzung „The Awakening“ des Titels „Krieger“, der 1997 für den Soundtrack des Computerspiels Wing Commander: Prophecy produziert wurde. Mit ihrer Muttersprache wollen sie das Ziel erreichen, in ihren Texten etwas möglichst direkt ausdrücken zu können. Außerdem schätzen sie an der deutschen Sprache die Möglichkeit der sehr harten Artikulation. Stefan Ackermann schreibt die Texte, nachdem Bruno Kramm die Lieder komponiert hat. Zuvor besprechen sie gemeinsam die Thematik des gesamten Albums. Für Stefan Ackermann ist die Musik seine Inspiration und die Bedingung für den sprachlichen Stil der Liedtexte von Das Ich. Diese haben eine sehr bildliche Sprache („unser Mutter Erde hängt am letzten zuckend Nerv“), die dem Hörer Spielraum für Interpretation lässt.
Seit der Anfangszeit der Band ist die Auseinandersetzung mit dem Christentum und den Texten der Bibel ein wichtiges Thema für Das Ich. Nach dem Debüt Satanische Verse und dem darauf folgenden Album Die Propheten, kehrten sie 2002 mit dem Album Anti’christ zu diesen Wurzeln zurück. Die Anlehnung an Friedrich Nietzsche, dessen Werk für Kramm eine große Bedeutung hat, ist unverkennbar. Bei den neueren Alben werden zunehmend auch persönlichere Gefühle in die Texte eingebracht.
1998 erschien das Album Morgue. Mit diesem Album hat Das Ich Lyrik des expressionistischen Dichters Gottfried Benn vertont. Ausgewählt wurden die Texte aus dem Werk Morgue und andere Gedichte von 1912. Bereits auf den Alben Staub und Egodram haben Das Ich einzelne Gedichte vertont. Es handelt sich um „Verfall“ von Georg Trakl und „Blutquell“ von Charles Baudelaire.

## Veröffentlichungen

### Demos
- 1990: Satanische Verse (MC)

### Alben
- 1991: Die Propheten (LP, CD; 1995 auch als USA-Edition)
- 1994: Staub (LP / CD)
- 1995: Feuer (CD) [Live-Album]
- 1996: Das innere Ich (CD) [Soundtrack]
- 1997: Egodram (veröffentlicht als MC, CD und Limited Digipack Edition)
- 1998: Morgue (CD / Schwedische Edition)
- 2002: Anti’christ (DLP / CD / US-Edition / Französische Edition)
- 2004: Lava (CD+DVD)
- 2006: Cabaret (CD)

### EPs und Singles
- 1990: Satanische Verse (MC, unterschiedliche erweiterte Neuauflagen als CD ab 1991)
- 1994: Stigma (CDM)
- 1998: Kindgott (CDM)
- 1998: Destillat (CDM)
- 2008: Kannibale (EP)

### Split-Veröffentlichungen
- 1995: Die Liebe (CD) [zusammen mit Atrocity]

### Best-Ofs
- 1999: Re_Kapitulation (CD) [Ltd. Best-of-Album für die USA]
- 2000: Re_Laborat / Re_Animat (DCD / Französische Edition / US-Edition; Remix-Best-of)
- 2002: Momentum (VCD/DVD)
- 2003: Relikt (Best-of-CD / Ltd. Best Of DCD)
- 2007: Alter Ego (Best Of; für den amerikanischen Markt bestimmt)
- 2007: Addendum (DCD inkl. Demos) [Remastering]

### Kompilationen-Beiträge
- 1991: „Ein Tag vergeht“ (auf Danse Macabre Sampler I)
- 1992: „Irrlicht“ (auf Danse Macabre Sampler II)
- 1993: „Sonne, Mond und Sterne“ (auf Danse Macabre Festival Live)
- 1995: „Dem Ich den Traum“ (auf E-Beat Stratosphere)
- 1997: „The Awakening“ (auf Wing Commander Prophecy Soundtrack)

## Veröffentlichungen außerhalb von Das Ich

### Alva Novalis
Kompilationen-Beiträge
- 1991: „As Thou Came (To The Torture Garden)“ (auf Danse Macabre Sampler I)
- 1992: „Demimonde“ (auf Danse Macabre Sampler II)
- 1994: „Prythée“ (auf Celtic Circle Sampler Part II)
- 2005: „Dawn“ (auf Danse Macabre Sampler III)

### Fahrenheit 451
Kompilationen-Beiträge
- 1990: „Scared Colours“ (auf Danse Macabre Sampler)
- 1990: „The Tempest Romanesque“ (auf Danse Macabre Sampler)
- 1991: „The Tempest Romanesque“ (auf German Mystic Sound Sampler II)
- 1995: „Sorrow and Pain“ (auf The Gothic Compilation Part II)

### Kramm
- 2001: Coeur (veröffentlicht als Promo-MC, CD und Limited Edition CD mit Bonus-Track)
- 2001: Blasses Kind / Der Nachtmahr (Maxi-Single)